# Trigonopsis variabilis
Trigonopsis variabilis är en svampart som beskrevs av Schachner 1929. Trigonopsis variabilis ingår i släktet Trigonopsis, ordningen Saccharomycetales, klassen Saccharomycetes, divisionen sporsäcksvampar och riket svampar.   Inga underarter finns listade i Catalogue of Life.